# Dekanat Praga III
Dekanat Praga III – jeden z 14 dekanatów rzymskokatolickich wchodzących w skład archidiecezji praskiej w Czechach. 
Według danych na styczeń 2016 roku, w jego skład wchodziło 19 parafie. 

## Lista parafii
Źródło:
| Lp. | Miejscowość     | Parafia                                                 | Proboszcz                                 | Kościół                                                                  | Grafika |
| --- | --------------- | ------------------------------------------------------- | ----------------------------------------- | ------------------------------------------------------------------------ | ------- |
| 1   | Praga-Vinohrady | Parafia św. Ludmiły                                     | P. Mgr. Stanislaw Bogusław Surma O.Praem. | Kościół św. Ludmiły w Pradze-Vinohrady                                   |         |
| 2   | Praga-Vyšehrad  | Parafia Świętych Apostołów Piotra i Pawła               | Mons. ThLic. Tomáš Holub, Th.D.           | Kościół Świętych Apostołów Piotra i Pawła w Pradze-Vyšehrad              |         |
| 3   | Praga-Vinohrady | Parafia Najświętszego Serca Jezusowego                  | ThLic. Jan Houkal, Th.D.                  | Kościół Najświętszego Serca Jezusowego w Pradze-Vinohrady                |         |
| 4   | Praga           | Parafia św. Prokopa                                     | P. Mgr. Grzegorz Tanderys MIC             | Kościół św. Prokopa w Pradze                                             |         |
| 5   | Praga-Kunratice | Parafia św. Jakuba Starszego                            | Vojtěch Smolka                            | Kościół św. Jakuba Starszego w Pradze-Kunratice                          |         |
| 6   | Praga-Chodov    | Parafia św. Franciszka z Asyżu                          | ThLic. Michael Špilar                     | Kościół św. Franciszka z Asyżu w Pradze-Chodov                           |         |
| 7   | Praga           | Parafia Najświętszej Maryi Panny Królowej Pokoju        | Mgr. MUDr. Jiří Korda                     | Kościół Najświętszej Maryi Panny Królowej Pokoju w Pradze                |         |
| 8   | Praga           | Parafia Narodzenia Najświętszej Maryi Panny             | P. Mgr. Antonín Lukeš M.Id.               | Kościół Narodzenia Najświętszej Maryi Panny w Pradze                     |         |
| 9   | Praga-Modřany   | Parafia Wniebowzięcia Najświętszej Maryi Panny          | Mgr. Josef Pecinovský                     | Kościół Wniebowzięcia Najświętszej Maryi Panny w Pradze-Modřany          |         |
| 10  | Praga-Nusle     | Parafia św. Wacława                                     | Benedikt Hudema                           | Kościół św. Wacława w Pradze-Nusle                                       |         |
| 11  | Praga           | Parafia św. Michała Archanioła                          | P. ThMgr. Ryszard Wojciechowski MIC       | Kościół św. Michała Archanioła w Pradze                                  |         |
| 12  | Praga           | Parafia św. Agnieszki Czeskiej                          | P. Mgr. Jakub František Sadílek OFM       | Kościół św. Agnieszki Czeskiej w Pradze                                  |         |
| 13  | Praga           | Parafia Podwyższenia Krzyża Świętego                    | Dr. Ondřej Salvet                         | Kościół Podwyższenia Krzyża Świętego w Pradze                            |         |
| 14  | Praga           | Parafia św. Jana Chrzciciela                            | JCLic. Zbigniew Krzysztof Ponichtera      | Kościół św. Jana Chrzciciela w Pradze                                    |         |
| 15  | Praga           | Parafia Niepokalanego Poczęcia Najświętszej Maryi Panny | Mgr. Karel Kočí                           | Kościół Niepokalanego Poczęcia Najświętszej Maryi Panny w Pradze-Modřany |         |
| 16  | Praga           | Parafia Wszystkich Świętych                             | P. Jarosław Andrzej Batóg SVD             | Kościół Wszystkich Świętych w Pradze                                     |         |
| 17  | Praga           | Parafia św. Mikołaja i św. Wacława                      | Stanisław Góra                            | Kościół św. Mikołaja i św. Wacława w Pradze                              |         |
| 18  | Praga-Petrovice | Parafia św. Jakuba Starszego                            | RNDr. Mgr. Miloš František Převrátil      | Kościół św. Jakuba Starszego w Pradze-Petrovice                          |         |
| 19  | Jirny           | Parafia w Jirny                                         | ThMgr. Rafał Marcin Sulwestrzak           | Kościół w Jirny                                                          |         |